# Сан-Джакомо-Филиппо
Сан-Джа́комо-Фили́ппо (итал. San Giacomo Filippo) — коммуна в Италии, в провинции Сондрио области Ломбардия.
Население составляет 472 человека (2008 г.), плотность населения составляет 8 чел./км². Занимает площадь 62 км². Почтовый индекс — 23020. Телефонный код — 0343.
Покровителями коммуны почитаются святые апостолы Иаков Младший и Филипп. Праздник города ежегодно празднуется 3 мая.

## Демография
Динамика населения:

## Администрация коммуны
- Официальный сайт: